# 南充奎閣
南充奎閣位於四川省南充市順慶區，文物遺址年代判定為清。1991年4月16日公佈為四川省第三批文物保護單位。